# Маріанна Пенська
Маріанна Яновна Пенська (англ. Marianna Pensky; нар. 16 червня 1959 (65 років) , Перм ))  — американська статистик, професор Університету Центральної Флориди, член Міжнародного статистичного інституту (2011). Доктор філософії, кандидат фізико-математичних наук.
Член ради директорів Міжнародного товариства непараметричної статистики (International Society for NonParametric Statistics, ISNPS). 
Редакторка Journal of Statistical Planning and Inference.
Авторка The Stress-strength Model and Its Generalizations: Theory and Applications (World Scientific Publishing, 2003).
Публікувалася в Annals of Statistics, Journal of the Royal Statistical Society (Series B), Electronic Journal of Statistics та ін.